# 55874 Brlka
55874 Brlka è un asteroide della fascia principale. Scoperto nel 1997, presenta un'orbita caratterizzata da un semiasse maggiore pari a 2,6060101 UA e da un'eccentricità di 0,2182538, inclinata di 14,29705° rispetto all'eclittica.